# Pomnik Feliksa Dzierżyńskiego w Warszawie

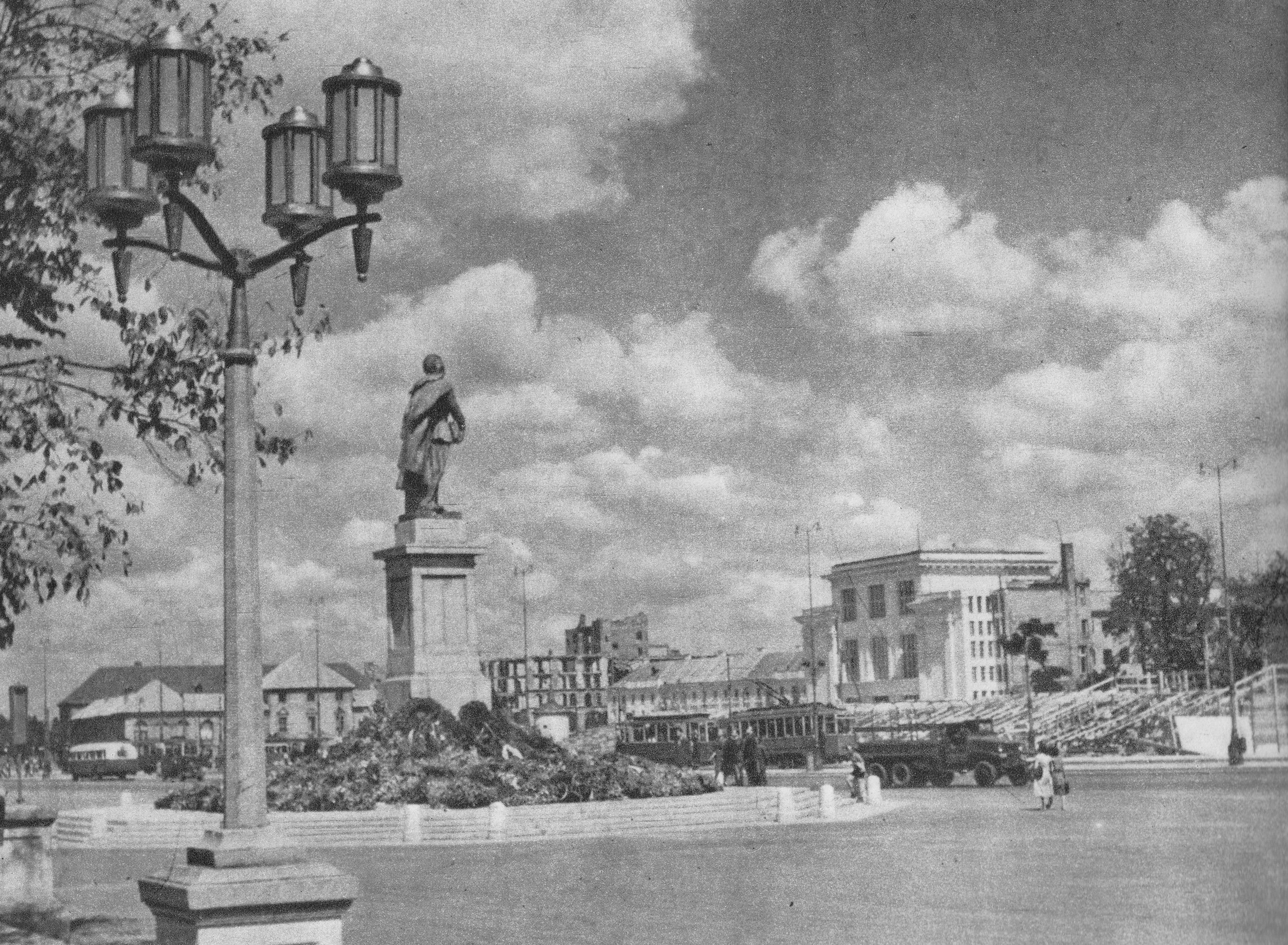
Pomnik Feliksa Dzierżyńskiego w perspektywie placu jego imienia (placu Bankowego). Początek lat 50.

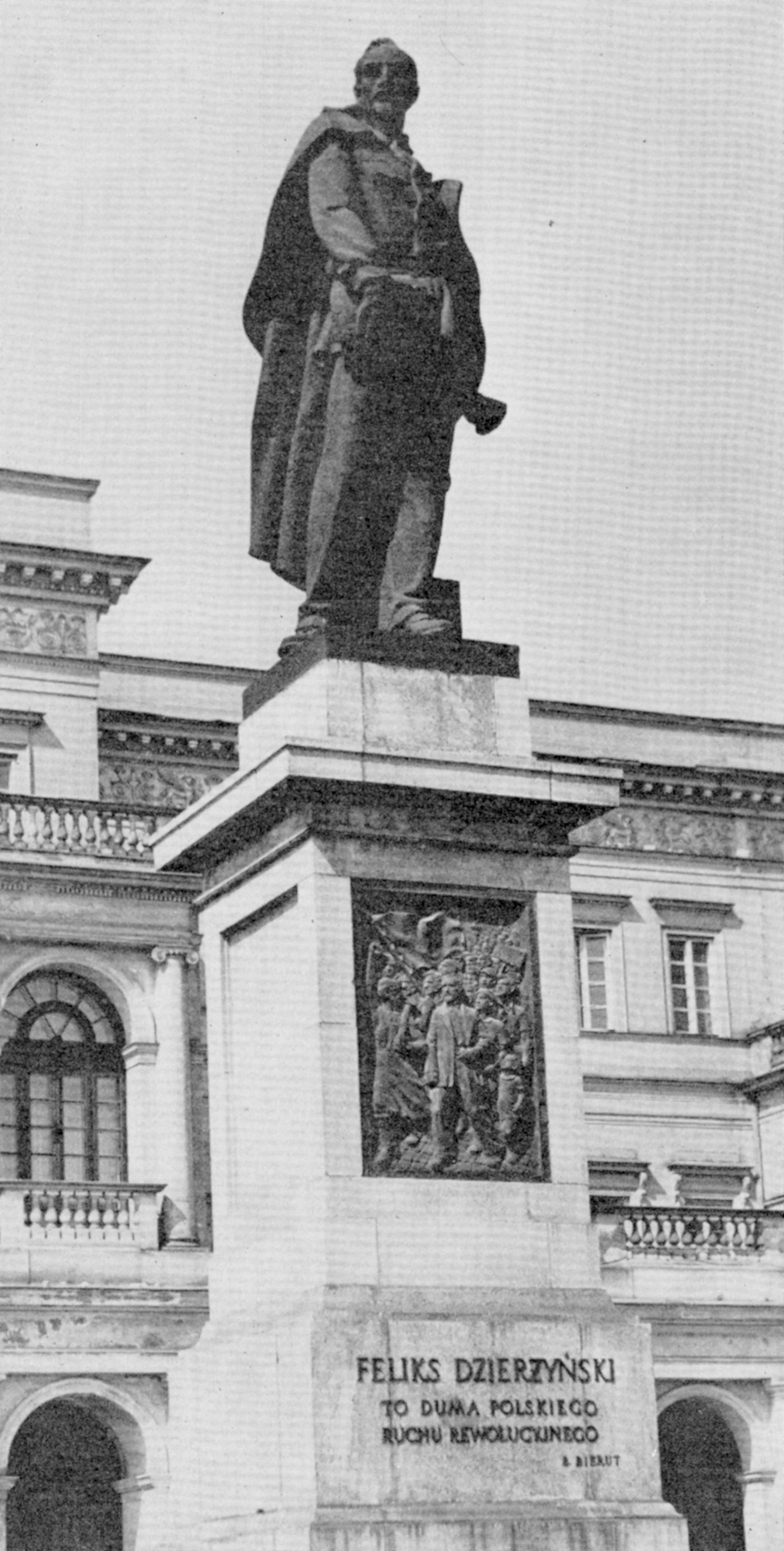
Monument z widocznym napisem na cokole

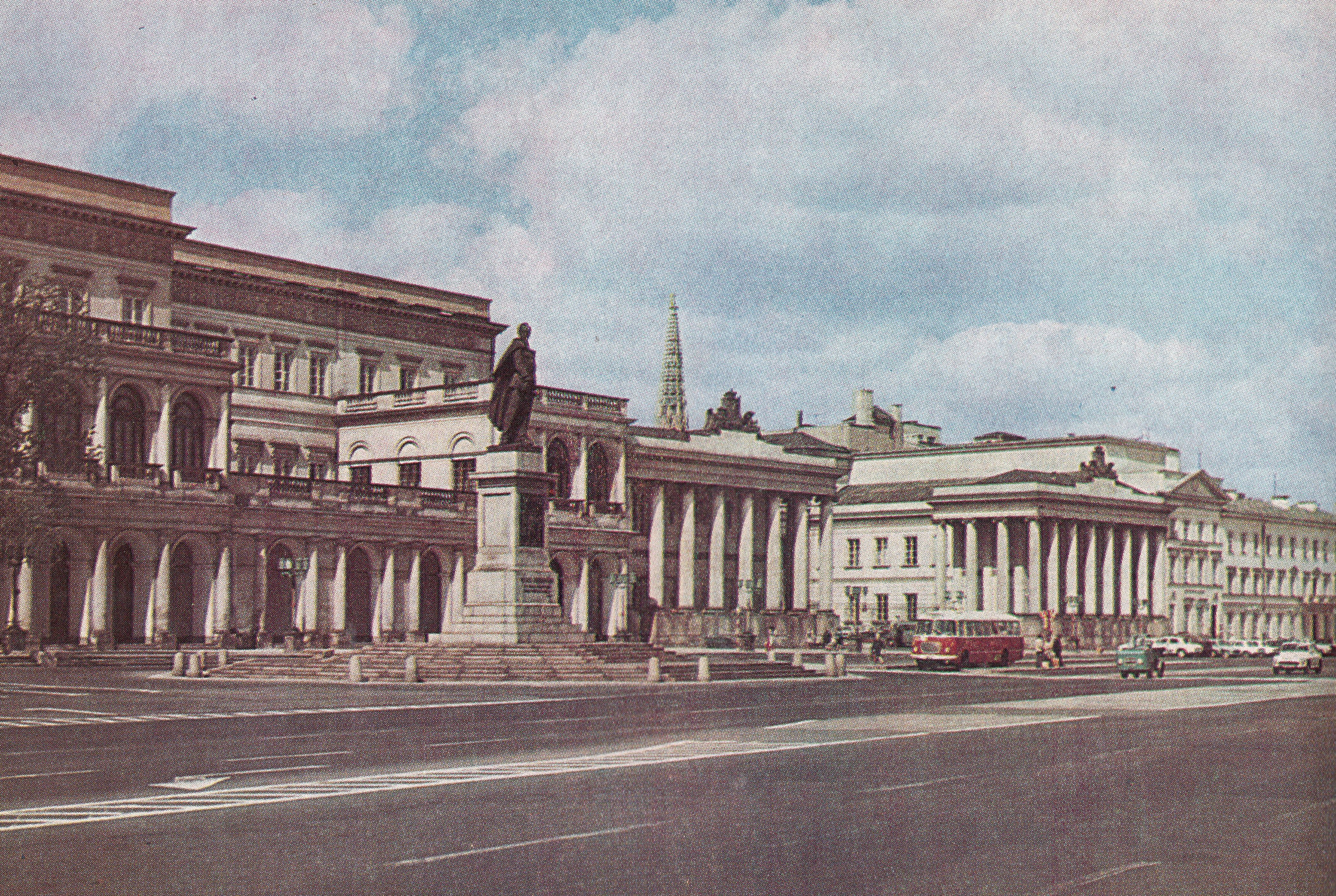
Monument na tle zachodniej pierzei placu, lata 70. XX wieku

Pomnik Feliksa Dzierżyńskiego – pomnik Feliksa Dzierżyńskiego, stojący w latach 1951–1989 na placu Bankowym w Warszawie (w dniu odsłonięcia pomnika nazwę placu zmieniono na plac Feliksa Dzierżyńskiego).

## Historia

### Odsłonięcie
21 lipca 1951 roku na ówczesnym placu Bankowym odsłonięty został pomnik Feliksa Dzierżyńskiego. Autorem rzeźby był Zbigniew Dunajewski, autor m.in. pomnika Jana Kilińskiego w Trzemesznie. Odsłonięcie miało miejsce z udziałem przedstawicieli najwyższych władz partyjnych i państwowych, a przy okazji dokonano zmiany nazwy z plac Bankowy na plac Feliksa Dzierżyńskiego, co ustanowiono uchwałą Prezydium Stołecznej Rady Narodowej z dnia 21 lipca 1951 roku.
Pomnik miał zostać odsłonięty 20 lipca 1951 – tj. dokładnie w rocznicę śmierci Dzierżyńskiego, lecz ze względu na opóźniony przejazd gości z Moskwy – ministra Mołotowa i marszałka Żukowa – uroczystość przesunięto o jeden dzień.
Plac Bankowy miał być ostatecznie odbudowany na 22 lipca 1951 roku, lecz wiązało się to z obniżeniem i wyrównaniem poziomu gruntu na placu, który w części zachodniej był wyższy o 70 cm. Plac postanowiono wybrukować, lecz krótki czas realizacji nie pozwolił na zdobycie materiałów i plac wyasfaltowano. Pomnik miał stanąć pierwotnie w miejscu, gdzie 1 maja 1905 Dzierżyński miał przemawiać do robotników w czasie jedynej, prowadzonej przez niego demonstracji SdKPiL – nazwanej wówczas przez PPS „krwawą awanturą”, lecz miejsce to po wojnie znalazło się na uboczu. Sam pomnik nie został wykonany z brązu jak planowano – wykonano go z betonu i pokryto cienką blachą chemicznie pobrązowioną. Na cokole znajdował się napis wykonany z metalowych liter: FELIKS DZIERŻYŃSKI / TO DUMA POLSKIEGO / RUCHU REWOLUCYJNEGO / B. BIERUT.

### Akcje przeciwko pomnikowi
Wkrótce po odsłonięciu pomnika w 1951 lub w początkach 1952, „nieznani sprawcy” w nocy pomalowali ręce figurze Dzierżyńskiego na czerwono. Szybko postawiono rusztowanie i na długo poddano pomnik pracom remontowym. Ze względu na cenzurę stalinowską nie podano tego do publicznej wiadomości – było to przed rozpoczęciem emisji Rozgłośni Polskiej Radia Wolna Europa. Zdaniem niektórych to wydarzenie jest mało prawdopodobne, bo pomnik znajdował się na wysokim cokole, a plac patrolowała milicja.
10 lutego 1982 roku 16-letni Emil Barchański wraz z kolegami oblał farbą i podpalił pomnik. Wkrótce potem 3 marca został ujęty przez SB. Przesłuchiwany i bity jako nieletni został wypuszczony pod nadzorem kuratora. 3 czerwca zaginął nad Wisłą w nieznanych okolicznościach, a jego ciało wyłowiono 2 dni później z rzeki. Uważa się, że była to jedna z ofiar stanu wojennego w Polsce.

### Rozbiórka
W 1989 w ramach przemian ustrojowych w Polsce zaczęto usuwać symbole związane z socjalizmem. Feliks Dzierżyński, nazywany krwawym Feliksem, przywódca CzeKi, znany był jako jeden z twórców komunistycznego aparatu terroru. 16 listopada 1989 pracownicy Wojewódzkiej Dyrekcji Dróg Miejskich, w otoczeniu prasy i warszawiaków, przystąpili do rozłożonych na dwa dni prac przy demontażu pomnika. W dniu 17 listopada sprawiająca wrażenie solidnej rzeźba rozpadła się na trzy betonowe segmenty, z których została zmontowana. Po zdjęciu z cokołu przez dźwig samojezdny, od korpusu odpadł segment rzeźby z głową, uderzając o bruk placu, a na linach pozostał tylko tułów. Rozsypane kawałki pomnika zabierane były na pamiątkę. Moment niszczenia pomnika został upamiętniony także na serii 3 znaczków pocztowych II obiegu „Solidarności”.
Pomnik nie został przekazany do galerii socrealizmu przy pałacu w Kozłówce – elementy po rozbiórce pomnika zostały zdeponowane w magazynach Wojewódzkiej Dyrekcji Dróg Miejskich.
W 2018, po 29 latach przechowywania w magazynie Zarządu Dróg Miejskich, betonowa figura Feliksa Dzierżyńskiego została przekazana Muzeum Historii Polski. W 2020 została umieszczona w galerii Polacy wobec komunizmu w nowej siedzibie muzeum w Cytadeli. Nie została odtworzona dokładnie w postaci sprzed demontażu. Pozbawiona jest fragmentów odłupanych w trakcie upadku lub niedługo po nim przez osoby obserwujące rozbiórkę, takich jak nos. Poza tym jest ustawiona w pozycji pochylonej, jak w jednej z faz rozbiórki. W ramach instalacji artystycznej ma być ustawiona obok ekranu, na którym jest wyświetlany film dokumentujący demontaż.

## Pomnik Juliusza Słowackiego
29 września 2001 w pobliżu miejsca po pomniku Feliksa Dzierżyńskiego stanął pomnik Juliusza Słowackiego, odsłonięty przez prezydenta Aleksandra Kwaśniewskiego i poświęcony przez prymasa Polski Józefa Glempa.

## Błędy lokalizacji miejsca po monumencie i miejsce pomnika Juliusza Słowackiego
Pomnik Feliksa Dzierżyńskiego znajdował się w osi środkowego ryzalitu pałacu Ministra Skarbu – na południowy zachód od miejsca, gdzie dziś stoi pomnik Juliusza Słowackiego – tj. na północ do tej osi centralnej części budynku (zob. zdjęcie pomnika Feliksa Dzierżyńskiego). Nie jest też prawdą, jak podają powszechne informacje, że do pomnika Juliusza Słowackiego wykorzystano postument i cokół pomnika Feliksa Dzierżyńskiego. Były to różne postumenty: postument pomnika Feliksa Dzierżyńskiego znajdował się na szerokim oktagonalnym dwupoziomowym podeście w rodzaju sceny, do którego prowadziło 4 i 6 stopni. Cokół, do którego prowadziły 3 stopnie z podestu, był licowany jasnym granitem, na każdej ze stron znajdowały się płyciny i w górnej części szeroki gzyms. Frontowa strona cokołu płycina zawierała płaskorzeźbę – odlew metalowy – przedstawiającą Feliksa Dzierżyńskiego na czele demonstracji.
Choć zarówno pomnik Feliksa Dzierżyńskiego jak i pomnik Juliusza Słowackiego znajdowały się w tej samej osi pałacu, podest pomnika Dzierżyńskiego miał większą powierzchnię – zajmując większą przestrzeń między torami tramwajowymi a budynkiem dawnego Ministerstwa Skarbu i sam pomnik Dzierżyńskiego znajdował się bliżej budynku. Miejsce po nieistniejącym pomniku Feliksa Dzierżyńskiego i dzisiejszy pomnik Juliusza Słowackiego znajdują się w miejscach odległych między sobą o kilkanaście metrów. Postument po pomniku Feliksa Dzierżyńskiego został rozebrany wraz z pomnikiem w 1989 r., a miejsce, w którym się znajdował, zostało oczyszczone, pokryte asfaltem i zamienione na parking samochodowy. Parking znajduje się w tym miejscu do dziś. W jego pobliżu wybudowano po ponad 10 latach nowy cokół pomnika Juliusza Słowackiego (2001).

## Odniesienia w kulturze
Zapisem wydarzenia rozbiórki pomnika Feliksa Dzierżyńskiego w Warszawie był film – reportaż Z życia pomników (1990).

## Zdjęcia
- pomnik Feliksa Dzierżyńskiego w latach 50.. tamteczasy.pl. [zarchiwizowane z tego adresu (2012-02-13)].
- pomnik Feliksa Dzierżyńskiego w latach 70.
- archiwalne zdjęcia z odsłonięcia pomnika Feliksa Dzierżyńskiego 20-07-1951 i jego rozbiórki 17-11-1989 TVP

## Wideo
- materiał filmowy z rozbiórki pomnika Feliksa Dzierżyńskiego 17-11-1989 TVP
- materiał filmowy z rozbiórki pomnika Feliksa Dzierżyńskiego 17-11-1989 YouTube
- Na placu Bankowym stanie pomnik Feliksa Dzierżyńskiego. fn.org.pl, 1951-06-27. [dostęp 2014-08-05].